# Baetis liebenauae
Baetis liebenauae är en dagsländeart som beskrevs av Keffermüller 1974. Baetis liebenauae ingår i släktet Baetis, och familjen ådagsländor. Enligt den finländska rödlistan är arten sårbar i Finland. Enligt den svenska rödlistan är arten nära hotad i Sverige. Arten förekommer i Götaland. Artens livsmiljö är älvar och åar.